# Відстань Кука
У статистиці відстань Кука є загальноприйнятою оцінкою впливу спостереження під час застосування методу найменших квадратів у регресійному аналізі. На практиці, при застосуванні методу найменших квадратів, відстань Кука може використовуватися для наступних цілей: визначити впливові спостереження даних, які потрібно перевірити на валідність; визначення областей простору, у яких непогано було б отримати більше результатів спостереження. Відстань названа на честь американського статистика Ральфа Денніса Кука, який у 1977 році запропонував дану концепцію.

## Означення
Дані з великими значеннями залишків (викиди) та/або великими значеннями важелів можуть спотворювати результати й точність регресійної моделі. Відстань Кука вимірює ефект видалення даного спостереження з вибірки. Вважається, що для спостережень з великою відстанню Кука доцільно проводити більш глибокий аналіз.
Для алгебраїчного представлення спочатку визначимо:
{\displaystyle {\underset {n\times 1}{\mathbf {y} }}={\underset {n\times p}{\mathbf {X} }}\quad {\underset {p\times 1}{\boldsymbol {\beta }}}\quad +\quad {\underset {n\times 1}{\boldsymbol {\epsilon }}}}
де {\displaystyle {\boldsymbol {\epsilon }}\sim {\mathcal {N}}\left(0,\sigma ^{2}\mathbf {I} \right)} — похибки регресії, {\displaystyle {\boldsymbol {\beta }}=\left[\beta _{0}\,\beta _{1}\dots \beta _{p-1}\right]^{\mathsf {T}}} — параметри регресії, {\displaystyle \mathbf {X} } — матриця регресорів із одиничним першим стовпчиком. Тоді оцінка коефіцієнтів регресії методом найменших квадратів  має представлення {\displaystyle \mathbf {b} =\left(\mathbf {X} ^{\mathsf {T}}\mathbf {X} \right)^{-1}\mathbf {X} ^{\mathsf {T}}\mathbf {y} }, а отже, відповідно, прогнозовані значення для {\displaystyle \mathbf {y} } обчислюються за формулою:
{\displaystyle \mathbf {\hat {y}} =\mathbf {X} \mathbf {b} =\mathbf {X} \left(\mathbf {X} ^{\mathsf {T}}\mathbf {X} \right)^{-1}\mathbf {X} ^{\mathsf {T}}\mathbf {y} =\mathbf {H} \mathbf {y} }
де {\displaystyle \mathbf {H} \equiv \mathbf {X} (\mathbf {X} ^{\mathsf {T}}\mathbf {X} )^{-1}\mathbf {X} ^{\mathsf {T}}}— проєкційна матриця. Причому {\displaystyle i}-тий діагональний елемент матриці {\displaystyle \mathbf {H} \,}, що обчислюється як {\displaystyle h_{i}\equiv \mathbf {x} _{i}^{\mathsf {T}}(\mathbf {X} ^{\mathsf {T}}\mathbf {X} )^{-1}\mathbf {x} _{i}}, називається важелем {\displaystyle i}-го спостереження. Аналогічно, {\displaystyle i}-тий елемент вектора залишків має вигляд {\displaystyle \mathbf {e} =\mathbf {y} -\mathbf {\hat {y}} =\left(\mathbf {I} -\mathbf {H} \right)\mathbf {y} } і позначається як {\displaystyle e_{i}}.
Відстань Кука {\displaystyle D_{i}} спостереження {\displaystyle i\;(\forall i=1,\dots ,n)} визначається як сума всіх змін у регресійній моделі, у разі видалення {\displaystyle i}-го спостереження
{\displaystyle D_{i}={\frac {\sum _{j=1}^{n}\left({\hat {y}}_{j}-{\hat {y}}_{j(i)}\right)^{2}}{ps^{2}}}}
де {\displaystyle {\hat {y}}_{j(i)}} — прогноз відгука, отриманий вилученням {\displaystyle i}-го спостереження, 
де {\displaystyle s^{2}\equiv \left(n-p\right)^{-1}\mathbf {e} ^{\top }\mathbf {e} } — середньоквадратична похибка регресійної моделі.
Аналогічно, відстань Кука можна виразити через важелі
{\displaystyle D_{i}={\frac {e_{i}^{2}}{s^{2}p}}\left[{\frac {h_{i}}{(1-h_{i})^{2}}}\right]}

## Визначення спостережень із великим впливом
Існують різні припущення щодо того, які межі використовувати для виявлення точок із великим впливом. Пропонується, у разі {\displaystyle D_{i}>1} ввжати спостереження впливовим. Також, іноді використовується припущення, що слід враховувати {\displaystyle D_{i}>4/n}, де {\displaystyle n} - кількість спостережень.

## Інтерпретація
Зокрема, {\displaystyle D_{i}} можна інтерпретувати як відстань, яку проходить оцінка, в межах довірчого еліпсоїда, що є областю вірогідних значень параметра.[прояснити] Це показується за допомогою альтернативного, проте еквівалентного зображення відстані Кука в термінах зміни оцінки параметра у випадку включення та виключення конкретного спотсереження з регресіного аналізу.